# Зелёная линия (метро, Доха)
Зелёная линия (также Образовательная линия) — линия скоростного транспорта метрополитена Дохи. Линия была открыта 10 декабря 2019 года. Она проходит с востока на запад, начиная с «Аль-Мансура» и заканчивая станцией «Аль-Риффа». Общая протяжённость линии составляет 22 километра. В настоящее время на линии 11 станций, но в будущем она будет расширена до 31 станции на 65,3 км.

## История
Первые планы строительства ряда линий метро, обслуживающих город Доха, были разработаны в 2007 году в рамках заявки на проведение Олимпийских игр 2016 года. В 2009 году, после создания компании Qatar Rail, был представлен официальный план, включающий четыре линии, в том числе Зелёную линию, строительство которой было разделено на два этапа.
В июне 2013 года консорциум, состоящий из компаний Porr, Saudi Binladin и HBK Contracting Company, выиграл контракт на строительство первой фазы линии, за исключением станций «Город образования» и «Мушайриб», которые были переданы консорциуму в составе Samsung C&T, Obrascón Huarte Lain и Qatar Building Company. В сентябре 2014 года начались работы по прокладке тоннелей с использованием шести тоннелепроходческих машин.
30 марта 2016 года компания Qatar Rail отпраздновала окончание работ по прокладке тоннеля прибытием ТПМ на станцию «Город образования». 12 апреля 2016 года высокопоставленный представитель компании Qatar Rail заявил, что линия готова на 55%, а наземная часть завершена на 48%. 